# Бычинские
Бычинские — старинный дворянский род шляхетского происхождения, родоначальником которого является Адам Бычинский, владевший населенным имением в 1683 г., и его сыновья: Тихон, Матвей и Димитрий. Род Бычинских записан в VI часть родословной книги Смоленской губернии.
Польская ветвь рода Бычинских (пол. Byczyński) использовала польский дворянский герб Циолек II.